# NGC 4013
NGC 4013 este o edge-on galaxy⁠(d) situată în constelația Ursa Mare. A fost descoperită în 6 februarie 1788 de către William Herschel. Se află la o distanță de 20,61 de megaparseci de Pământ.